# حمید بنی‌تمیم
حمید بنی‌تمیم (زاده ۱۳۵۸ - شوش) کشتی‌گیر فرنگی سابق اهل ایران است. از افتخارات وی می‌توان به کسب مدال برنز در مسابقات کشتی قهرمانی آسیا ۲۰۰۶ و همچنین دو مدال طلا و نقره دانشجویان جهان اشاره کرد.
وی پس از استعفا رسول خادم از ریاست فدراسیون کشتی ایران در آبان ۱۳۹۷ به عنوان سرپرست این فدراسیون انتخاب شد، بنی‌تمیم پیش از آن سابقه نایب رییسی و دبیری این فدراسیون را در کارنامه داشت. او در سال ۱۳۹۸ نامزد ریاست فدراسیون کشتی ایران شد و با کسب ۱۱ رای در رده سوم رای‌گیری قرار گرفت.حمید بنی‌تمیم در ۳۱ تیرماه ۱۳۹۸ دبیر فدراسیون ناشنوایان ایران شد.
وی هم اکنون مدیرکل ورزش و جوانان استان خوزستان می‌باشد.